# 1951-es jégkorong-világbajnokság
Az 1951-es jégkorong-világbajnokság a 18. világbajnokság volt, amelyet a Nemzetközi Jégkorongszövetség szervezett. Bevezették a B csoportos világbajnokságot, így a csapatok két szinten vettek részt.

## A csoport
1–7. helyezettek
- Kanada – Világbajnok
- Svédország
- Svájc
- Norvégia
- Nagy-Britannia
- Egyesült Államok
- Finnország

## B csoport
8–13. helyezettek
- Olaszország
- Franciaország
- Hollandia
- Ausztria
- Belgium
- Jugoszlávia